# Дорміц
Дорміц (нім. Dormitz) — громада в Німеччині, розташована в землі Баварія. Підпорядковується адміністративному округу Верхня Франконія. Входить до складу району Форхгайм. Центр об'єднання громад Дорміц.
Площа — 4,58 км2. Населення становить 2058 ос. (станом на 31 грудня 2020).